# Naoko Takahashi
Naoko Takahashi, född den 6 maj 1972 i Gifu, är en japansk före detta friidrottare som tävlade huvudsakligen i maratonlöpning.
Takahashi började som medeldistanslöpare och deltog vid VM 1997 på 5 000 meter men slutade då på en trettonde plats. Under 1998 vann hon Nagoya Maraton och 2000 blev hon olympisk mästare på maraton vid Olympiska sommarspelen 2000 i Sydney. 
Hon slog även Tegla Loroupes världsrekord i maratonlöpning 2001 när hon sprang på 2:19.46 ett rekord hon blev av med en månad senare till Catherine Ndereba.
Under 2008 valde hon att avsluta sin aktiva karriär.